# Hitler a Stalin. Paralelní životopisy
Hitler a Stalin. Paralelní životopisy, v anglickém originále: Hitler and Stalin: Parallel Lives, je kniha britského historika Sira Alana Bullocka vydaná roku 1991. Toto dílo se krátce po svém vydání stalo světovým bestsellerem a bylo přeloženo do řady světových jazyků včetně češtiny.
Více než tisícistránková kniha se skládá z dvaceti obsáhlých kapitol, z nichž v některých se autor věnuje převážně Hitlerovi a v jiných zase Stalinovi, v řadě z nich jsou ale oba diktátoři pojednáváni společně, týká se to jejich raného věku a také období druhé světové války. Desátá kapitola je pak celá věnována srovnání obou mužů. V poslední kapitole - Perspektivy - se autor zamýšlí nad vývojem po Hitlerově (1945) a Stalinově (1953) smrti, přičemž konstatuje, že jejich vliv na světové dějiny trval až do pádu železné opony (1989).

Historik na řadě příkladů demonstruje nejen vzájemnou povahovou a psychickou podobu Hitlera a Stalina, ale také podobnosti jimi vytvořených ideologií a režimů.

## Přehled kapitol
- Počátky
- Zkušenosti
- Říjnová revoluce, listopadový puč
- Generálním tajemníkem
- Budování nacistické strany
- Leninův nástupce
- Hitler na dosah moci
- Stalinova revoluce
- Hitlerova revoluce
- Srovnání Hitlera a Stalina
- Vůdce - stát
- Revoluce, jako Saturn, požírá své děti
- Rok 1918 revidován
- Nacisticko-sovětský pakt
- Hitlerova válka
- Hitlerův nový řád
- Stalinova válka
- Hitlerova porážka
- Stalinův nový řád
- Perspektivy